# 聖地亞哥·岡薩雷斯 (網球運動員)
聖地亞哥·岡薩雷斯（西班牙語：Santiago González，1983年2月24日—）是一位墨西哥職業網球運動員。
截至目前為止，岡薩雷斯奪得5座ATP雙打冠軍。

## 外部連結
- 聖地亞哥·岡薩雷斯（英文/西班牙文）的官方資料
- 聖地亞哥·岡薩雷斯的國際網球總會 職業／青少年 官方資料（英文）
- 聖地亞哥·岡薩雷斯的官方資料（英文）